# Alejandro Cioranescu
Alejandro Cioranescu (originariamente Alexandru Ciorănescu) (Moroeni, Rumanía, 5 de noviembre de 1911-Santa Cruz de Tenerife, 19 de noviembre de 1999), filólogo, historiador y profesor, uno de los pioneros de la Literatura Comparada en España.

## Biografía
Alejandro Cioranescu nació en una pequeña ciudad rumana en 1911, fue un niño de gran inteligencia abocado al estudio y al aprendizaje de las lenguas europeas (conocía, además de su lengua, el francés y el español). Desde muy pequeño empezó a escribir –ya en el Bachillerato cuando su padre se traslada a Bucarest, como redactor en la revista del colegio, que contaba con la participación de Cioran. Hizo sus primeros estudios en Moroeni y en Bucarest, continuados en el colegio "Spiru Haret" de Bucarest (1922-1929), terminando como primer bachiller de su promoción en todo el país. Siguió luego los cursos de la Universidad de Bucarest (1930-1933), consiguiendo en este último año los títulos de licenciado en Literatura Rumana, licenciado en Literatura Francesa y diplomado de la Escuela Nacional de Archivística y Paleografía. Más tarde se marchó a la Sorbona para obtener el doctorado y especializarse en literatura comparada.
En 1948 empezó su vinculación con la Universidad de La Laguna, a donde llegó para desempeñar un puesto de Lector de francés. Venía procedente de Francia, en compañía de su esposa Lyda. El Gobierno comunista de Rumanía le había destituido de su cargo de Consejero cultural de la Embajada rumana en París y había prohibido la salida del país de sus dos hijos pequeños, que quedaron como rehenes más de veinte años. Vivirá en Tenerife hasta su fallecimiento en 1999, vinculado a la Universidad de La Laguna y al Instituto de Estudios Canarios.

## Obra
Cultivó los estudios de filología, de literatura rumana, francesa, italiana y española, de literatura comparada y general, de historia de Rumanía, los estudios canarios, de Colón y América, y también tiene obra creativa propia y traducciones notables, como su versión francesa de La Divina Comedia de Dante, reeditada cuatro veces.
Sus estudios sobre la Literatura francesa de los siglos XVI y XVIII (completados posteriormente con estudios similares de la literatura española) además de poner las bases del método científico, supusieron que el gran intelectual rumano destacara a nivel mundial.
En su amplio trabajo como investigador destacan una monumental Bibliografía de la literatura francesa de los siglos XVI al XVIII o su obra Estudios de literatura comparada, de 1964, que hoy se considera un clásico. Igualmente relevantes son sus estudios sobre el Barroco, que constituyen una referencia ineludible para los especialistas del siglo XVII.
Por otra parte, son muy numerosas las obras que dedicó a la historia de Canarias. Para ello estudió con minuciosidad los archivos canarios (provinciales, locales, civiles, religiosos, y familiares) y fruto de este trabajo son algunas de sus obras de investigación más importantes como la Historia del Cabildo Insular de Tenerife : 1913-1988 y su Historia de Santa Cruz de Tenerife, 1494-1977, en cuatro volúmenes.
Por último también destacan entre sus obras las traducciones y estudios críticos de autores relevantes canarios como su edición e introducción a la Conquista de Tenerife  de Antonio de Viana, su edición crítica de la Historia de la conquista de las siete islas de Canaria de Fr. Juan de Abreu Galindo o su traducción y anotación de Le Canarien : crónicas francesas de la Conquista de Canarias, textos todos ellos fundamentales para la historia de Canarias.

## Traducciones
Dante Alighieri : La Divine Comédie. Traduction, introduction et commentaire par Alexandre Cioranescu. Lausanne : Éditions Rencontre Société Coopérative, 1964 (Tome I : L’Enfer. Le Purgatoire) et 1968 (Tome II : Le Paradis. Commentaire). Texte Italien et Français Coloré Italien et Français coloré

## Estudios sobre Cioranescu
- Sánchez Robayna, Andrés. (2000). Alejandro Cioranescu (1911-1999). Estudios Canarios, núm. XLIV, La Laguna: Instituto de Estudios Canarios.
- Voicu-Brey, Lilica. (2006). Alejandro Cioranescu : biografía intelectual de un comparatista. La Laguna: Instituto de Estudios Canarios.